# Tolockbäckens naturreservat
Tolockbäckens naturreservat är ett naturreservat i Hudiksvalls kommun i Gävleborgs län.
Området är naturskyddat sedan 2022 och är 22 hektar stort. Reservatet ligger väster om Enånger vid bäckens utlopp ur Tolocksjön  och består av en bäckmiljö omgiven av äldre granskog med inslag av lövträd.